# Vuelo 2286 de Trans-Colorado Airlines
El vuelo 2286 de Trans-Colorado Airlines (que operaba como el vuelo 2286 de Continental Express) era un vuelo de pasajeros nacional estadounidense programado desde Denver, Colorado, a Durango, Colorado, operado para Continental Express por Trans-Colorado Airlines. El 19 de enero de 1988, el vuelo 2286 se estrelló en un terreno cerca de Bayfield, Colorado, mientras se aproximaba al aeropuerto del Condado de Durango-La Plata. De las 17 personas a bordo, 9 murieron, incluidos los dos miembros de la tripulación.

## Filmografía
El accidente y la investigación subsiguiente son el tema de un episodio de la temporada 16 que se emitió por primera vez el 12 de julio de 2016 de la serie de televisión documental Mayday: catástrofes aéreas, titulado «Acercamiento Peligroso» y en Mayday: Informe Especial en el capítulo «Mala Actitud».